# Mohorovičić-diskontinuiteten

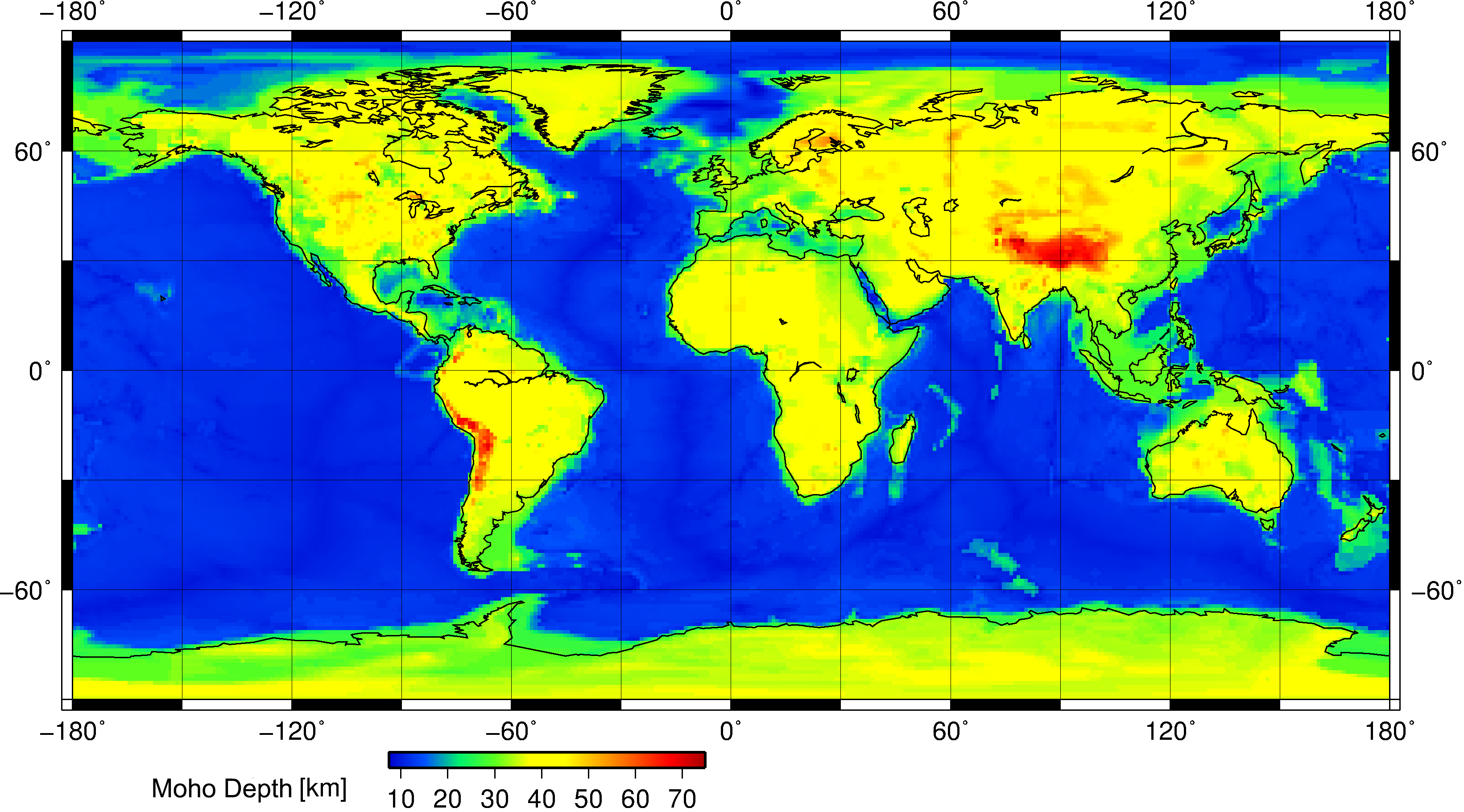
Världskarta som visar jordskorpans tjocklek, från Moho till den fasta berggrundens yta.

Mohorovičić-diskontinuiteten (IPA: moxoroʋitʃitɕ), vanligtvis känd som Moho, betecknar gränsen mellan jordskorpan och manteln. Namngiven efter den kroatiske seismologen Andrija Mohorovičić. 
Mohorovičić-diskontinuiteten är belägen 5–10 kilometer under djuphavsbottnen och 20–90 kilometer under kontinentalplattorna och det är i genomsnitt 35 kilometer mellan Moho och jordskorpans yta.
Mohole kallades ett år 1966 nedlagt amerikanskt projekt i syfte att borra genom jordskorpan ner till manteln.